# Rubus bogotensis
Rubus bogotensis är en rosväxtart som beskrevs av Carl Sigismund Kunth. Rubus bogotensis ingår i släktet rubusar, och familjen rosväxter. Inga underarter finns listade i Catalogue of Life.